# District de Fatehabad
Le district de Fatehabad (hindi : फतेहाबाद जिला)  est un district  de l'État de l'Haryana  en Inde.

## Description
Au recensement de 2011, sa population compte 942 011 habitants pour une superficie de 2 538 km2.
Son chef-lieu est la ville de Fatehabad. 

## Lieux et monuments
- Kunal, site archéologique, le plus ancien site pré-harappéen connu.